# Lallemandana pseudorapana
Lallemandana pseudorapana är en insektsart som beskrevs av Hamilton 1980. Lallemandana pseudorapana ingår i släktet Lallemandana och familjen spottstritar. Inga underarter finns listade i Catalogue of Life.